# Oorsprongpark
Het Oorsprongpark en omgeving is een park in de buurt Buiten Wittevrouwen nabij de Berekuil in Utrecht. Het gebied van het park wordt begrensd door de Biltsche Grift met de daarnaast gelegen Snellenlaan en daarnaast de spoorlijn Hilversum – Lunetten (Oosterspoorweg), de Biltstraat met aan de andere kant van de Snellenlaan het Hogelandsepark plus de rotonde aan het eind van de Maliebaan. Aangrenzende buurten zijn Oudwijk plus Wittevrouwen. De buurt telde in 2009 4330 inwoners.
Het park heeft zijn naam te danken aan het uit 1823 daterende huis De Oorsprong. De Utrechtse tuinarchitect en kweker Hendrik van Lunteren ontwierp het park rond deze buitenplaats tezamen met die van de naastgelegen buitenplaats Het Hoogeland. Een ongeveer 90 meter lange straat langs het park heet tevens Oorsprongpark. De architect Derk Semmelink ontwierp het rond 1886 gebouwde rijksmonumentale huizenblok met 10 herenhuizen in deze straat. Het hoekpand naar de Maliebaan is enkele jaren later gebouwd naar zijn ontwerp. Tijdens de Tweede Wereldoorlog was het in gebruik door de Nachrichtungabteilung der Luftwaffe.

## Fotogalerij

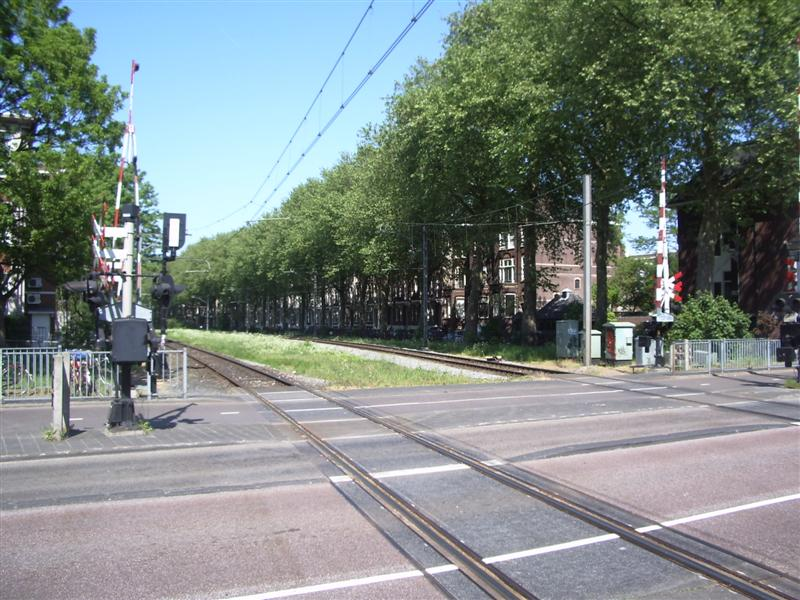
Voormalige station aan de Biltstraat
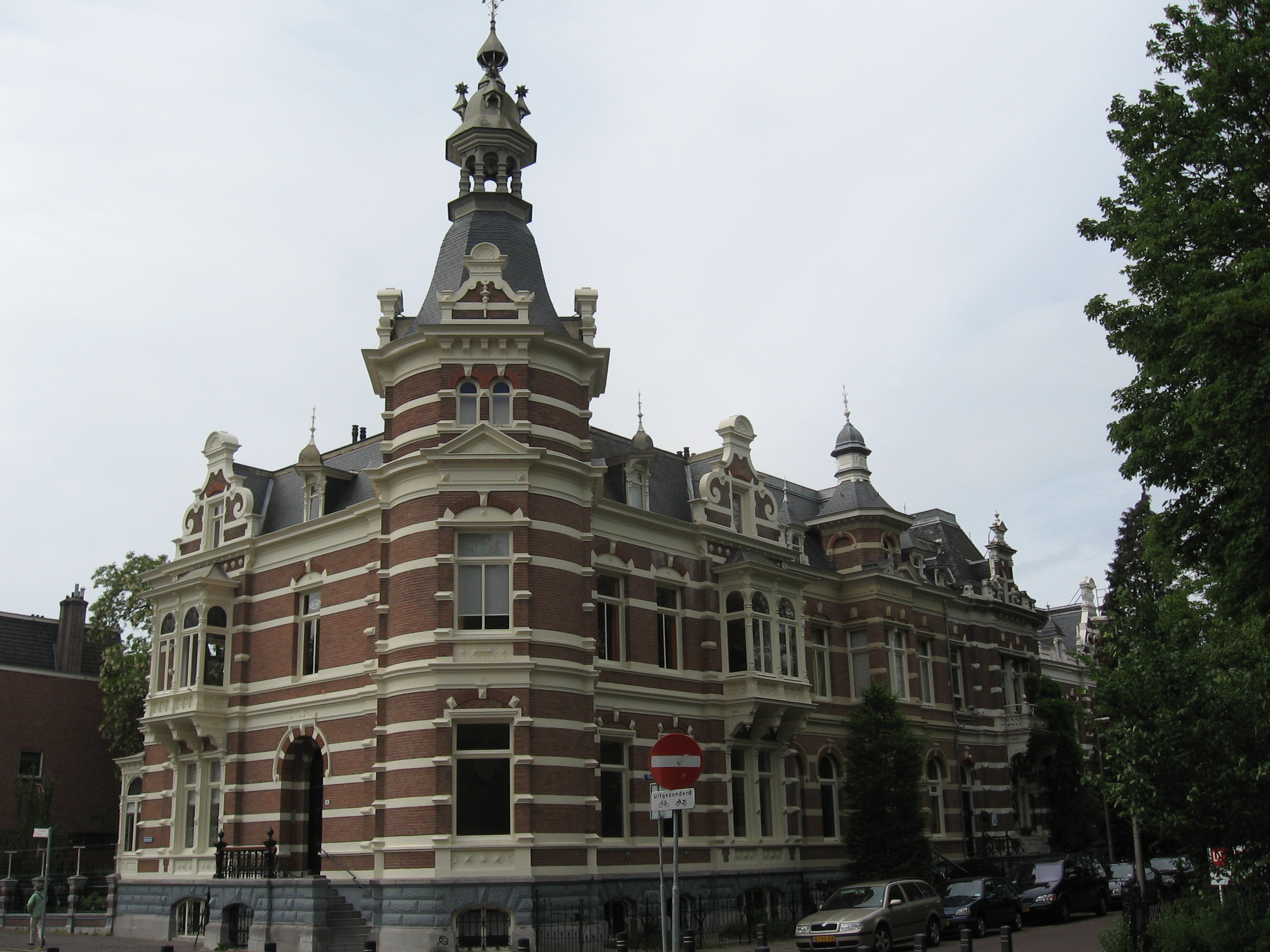
Hoekpand (1893) van deze straat met de Maliebaan ontworpen door D. Semmelink
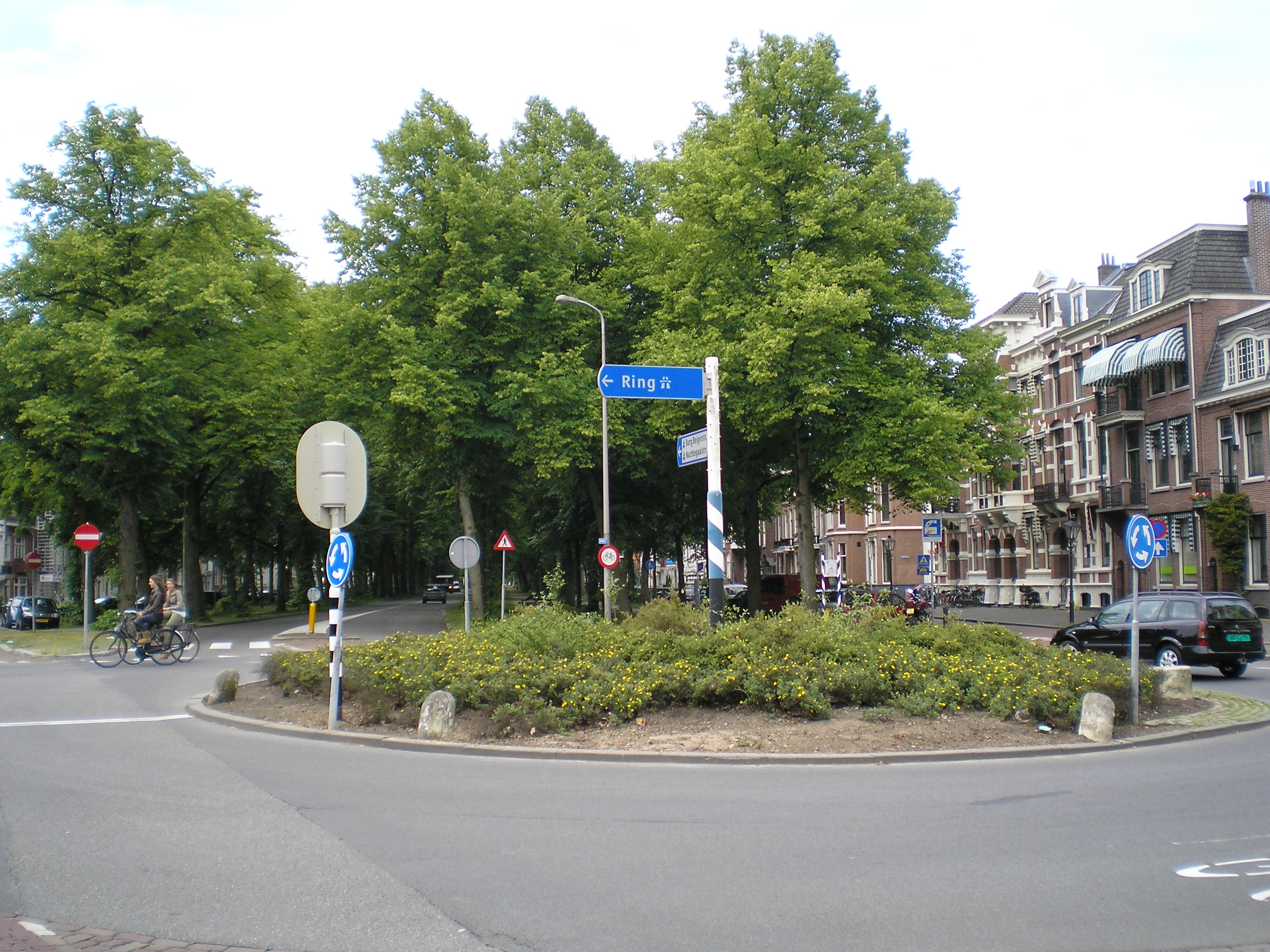
Maliebaan plus rotonde gezien vanuit het Oorsprongpark
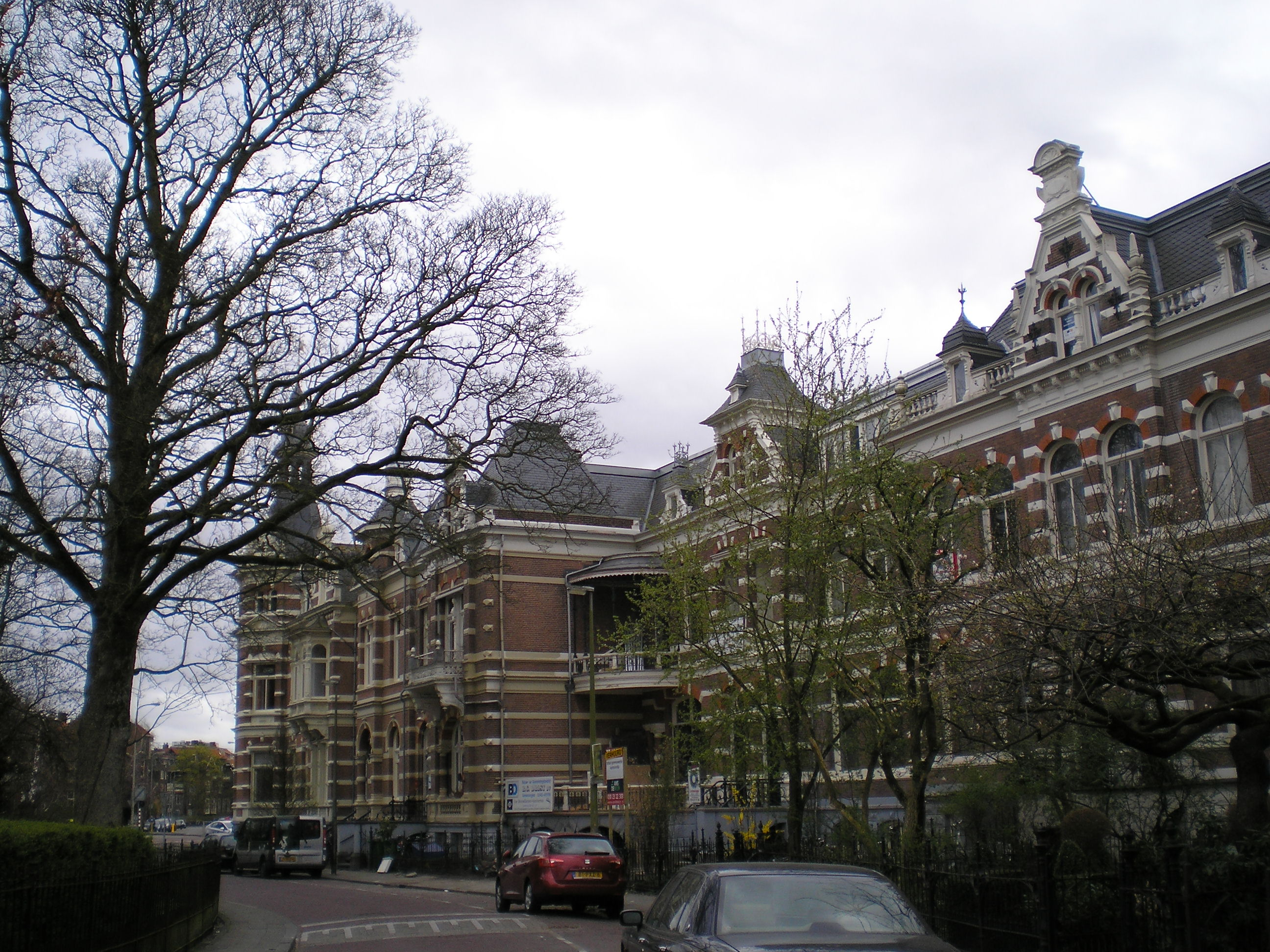
Oorsprongpark te Utrecht
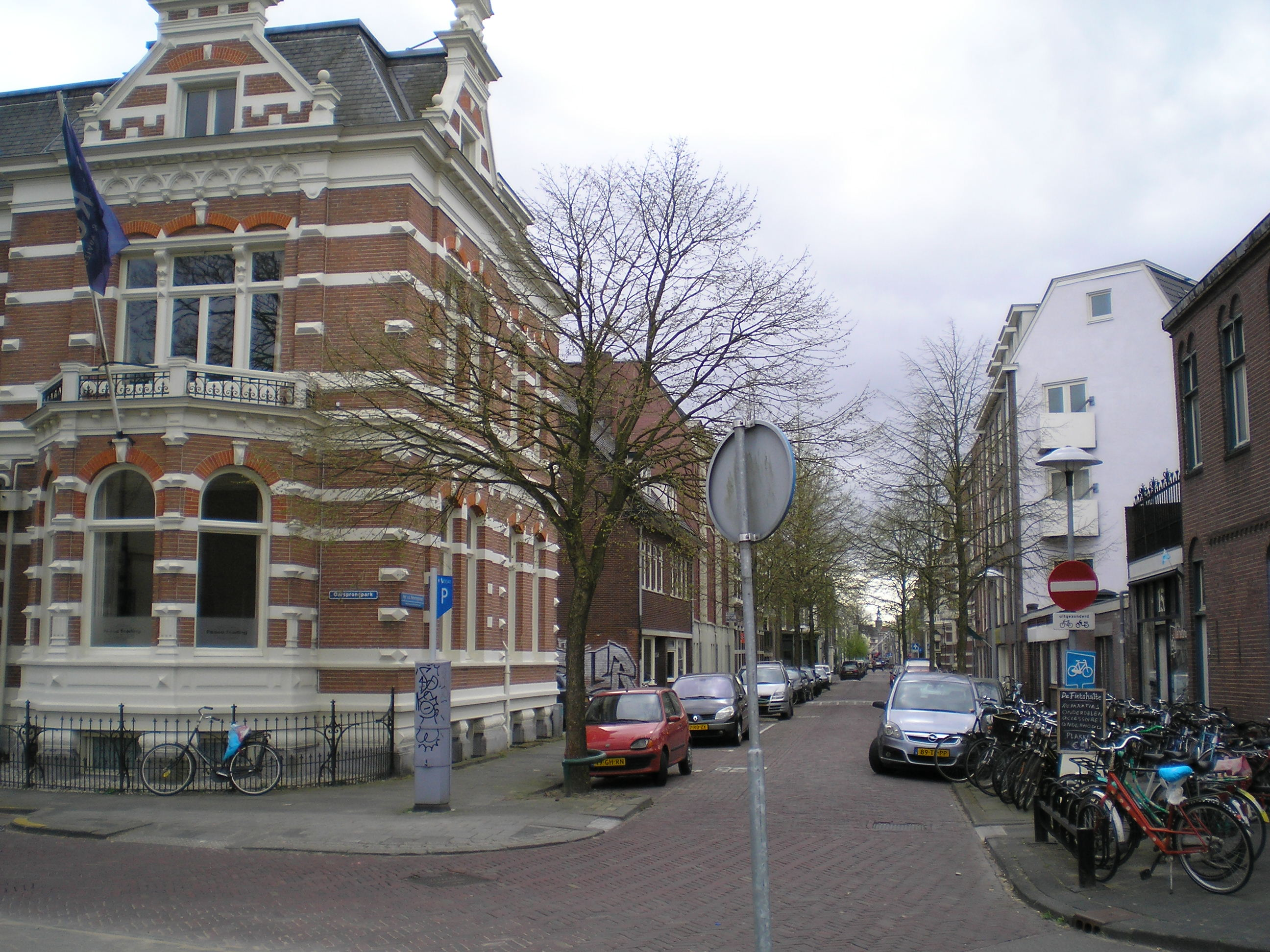
Oorsprongpark hoek Monseigneur van de Weteringstraat

Amaliapark · Park De Balije · Park Bloeyendael · Park de Gagel · Griftpark · Hogelandsepark · Park Hoge Weide · Julianapark · Klokkenveld · Kromme Rijnpark · Majellapark · Máximapark · Moreelsepark · Park Nieuweroord · Niftarlakepark · Noorderpark · Nynkeplantsoen · Oorsprongpark · Park Oosterspoorbaan · Oranjepark · Park De Groene Kop · Park Leeuwesteyn · Park Oog in Al · Park Transwijk · Rosarium (Oudwijk) · Sterrenbos · Park Tivoli · Van Heukelompark · Vechtzoompark · Park Voorn · Park de Watertoren · Wilhelminapark · Willem Alexanderpark · Zocherpark
Deken Roesstraat ·
Gasthuisstraat ·
Kruisstraat ·
Maliebaan ·
Monseigneur van de Weteringstraat ·
Nachtegaalstraat ·
Oorsprongpark